# سانتو ستيفانو (أسبرومونتي)
هي بلدة تقع في مقاطعة ريدجو كالابريا في إيطاليا , تقع على بعد حوالي 110 كيلومترًا جنوب غرب مدينة قطنصار وحوالي 12 كيلومترًا شمال شرق مدينة ريجو كالابريا. وفقًا للبيانات المُسَجَلة في 31 ديسمبر 2004، كان يبلغ عدد سكانها 1,382 نسمة ومساحتها 17.7 كيلومتر مربع.